# Estació de Sant Pol de Mar
Sant Pol de Mar és una estació de ferrocarril propietat d'adif situada a la població de Sant Pol de Mar a la comarca del Maresme. L'estació es troba a la línia Barcelona-Mataró-Maçanet per on circulen trens de les línies de rodalia R1 i RG1 de Rodalies de Catalunya operades per Renfe Operadora.
Aquesta estació de la línia de Mataró va entrar en servei el 1859 quan es va obrir la segona ampliació del ferrocarril de Barcelona a Mataró, la primera línia de ferrocarril de la península Ibèrica, des d'Arenys de Mar a Tordera. La iniciativa de la construcció del ferrocarril havia estat de Miquel Biada i Bunyol per dur a terme les múltiples relacions comercials que s'establien entre Mataró i Barcelona.
Des d'Arenys de Mar a Maçanet-Massanes la línia és en via única. Tant l'Autoritat del Transport Metropolità al Pla Director d'Infraestructures 2009-2018, com per part del Ministeri de Foment d'Espanya al Pla Rodalies de Barcelona 2008-2015, es preveu la duplicació de vies entre Arenys de Mar i Blanes.
L'any 2016 va registrar l'entrada de 267.000 passatgers.

## Serveis ferroviaris
| Procedència/Destinació                  | <            | Línia | >       | Procedència/Destinació          |
| --------------------------------------- | ------------ | ----- | ------- | ------------------------------- |
| Rodalia de Barcelona                    |              |       |         |                                 |
| Molins de Rei L'Hospitalet de Llobregat | Canet de Mar |       | Calella | Calella Blanes Maçanet-Massanes |
| Rodalia de Girona                       |              |       |         |                                 |
| L'Hospitalet de Llobregat               | Canet de Mar |       | Calella | Figueres Portbou                |

## Galeria d'imatges

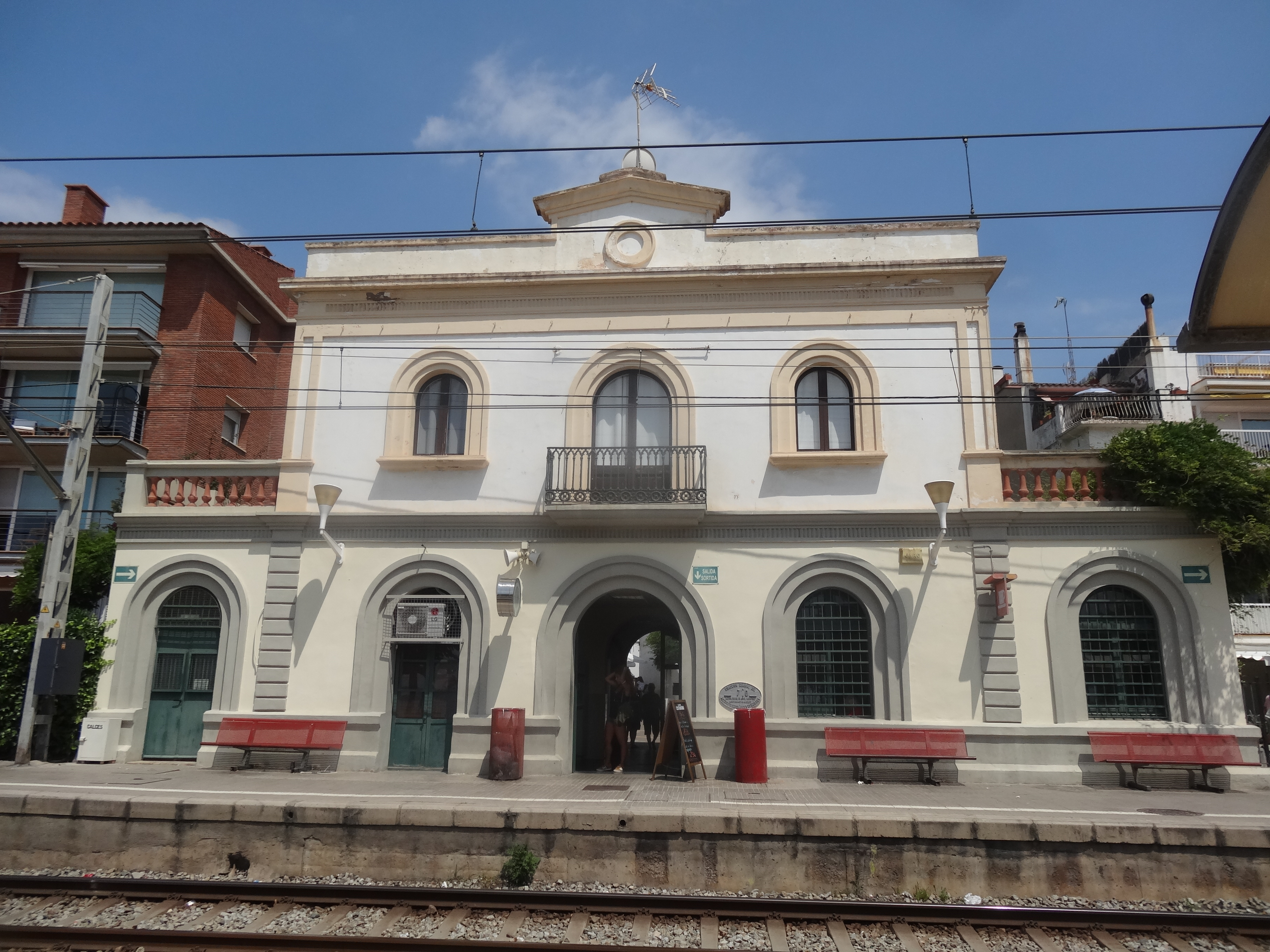
Edifici de l'estació front les andanes
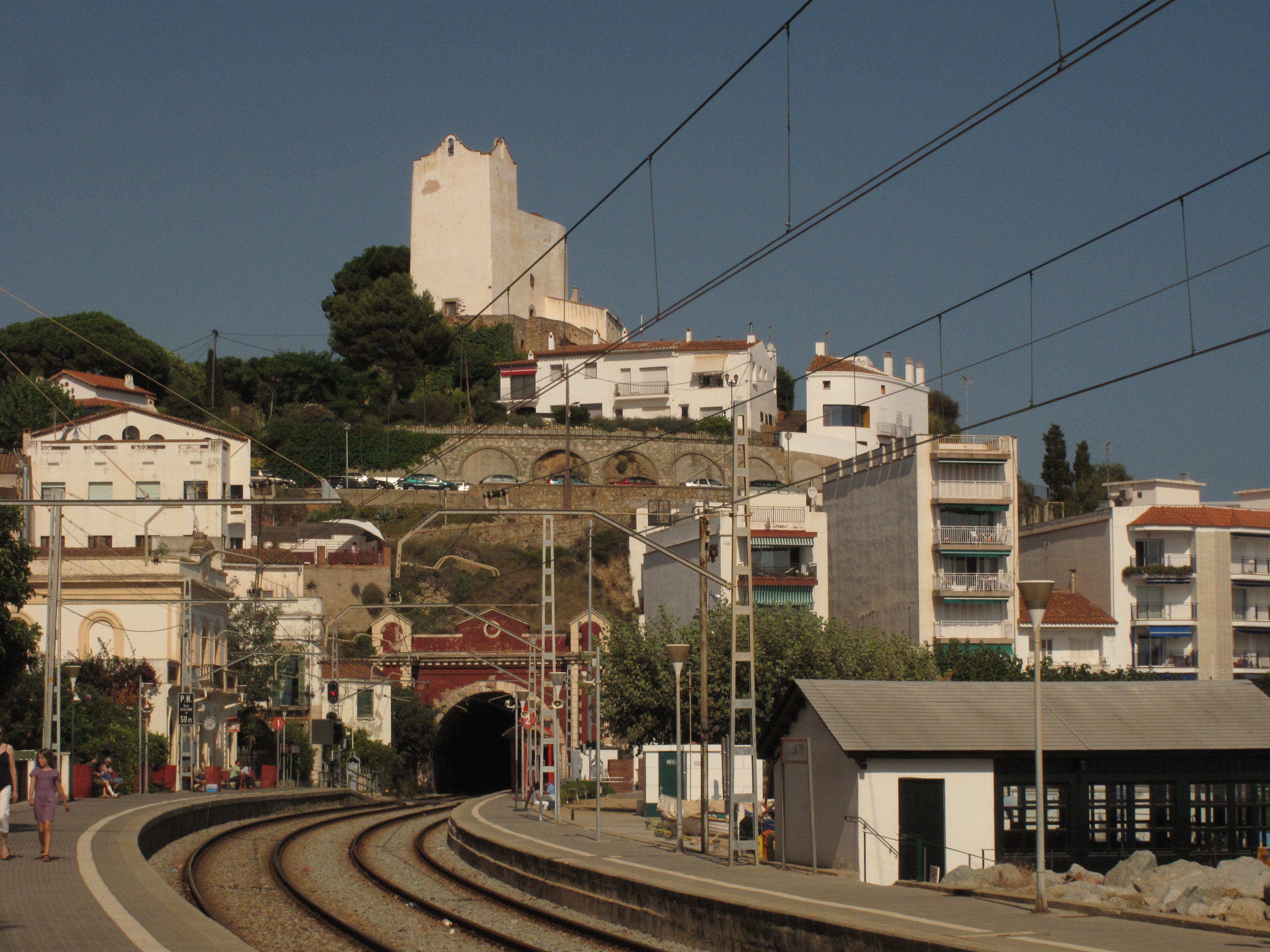
L'estació amb el túnel de Sant Pol, sota l'ermita de Sant Pau
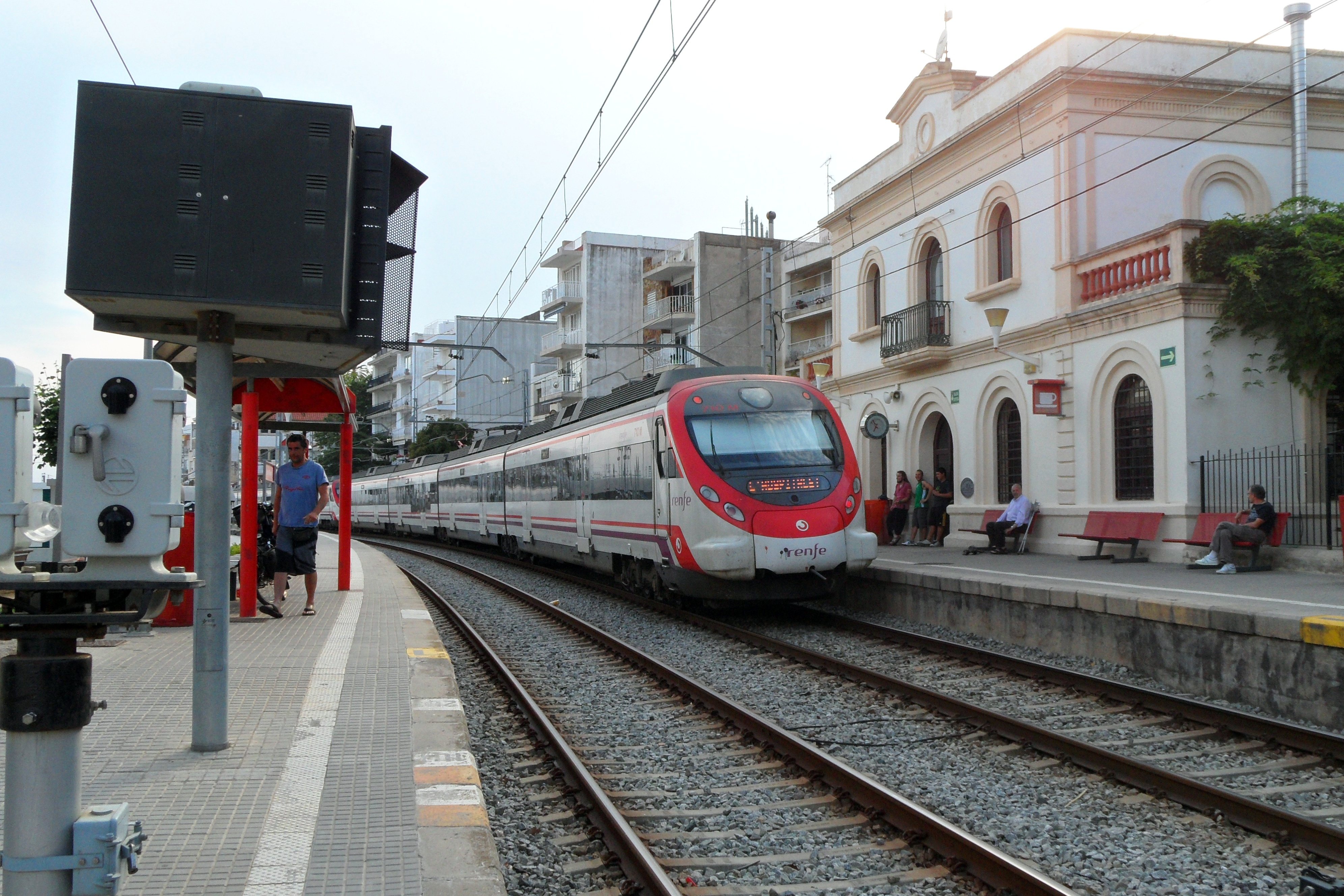
Unitat Civia de la línia R1 direcció Barcelona inicia la sortida de l'estació